# توتین، صربستان
توتین، صربستان (به لاتین: Tutin, Serbia}} یک سکونتگاه مسکونی در صربستان است که در Raška District واقع شده‌است.